# Фера (Савона)
Фера је насеље у Италији у округу Савона, региону Лигурија.
Према процени из 2011. у насељу је живело 50 становника. Насеље се налази на надморској висини од 113 м.